# Regionalwahl in Venetien 2010
Die Regionalwahl in Venetien 2010 fand am 28. und 29. März statt; der Regionalrat und der Präsident der Region Venetien wurden gleichzeitig gewählt.

## Wahlergebnis
| Kandidaten                                              | Kandidaten          | Stimmen   | %    | Listen                  | Stimmen   | %    | Mandate |
| ------------------------------------------------------- | ------------------- | --------- | ---- | ----------------------- | --------- | ---- | ------- |
|                                                         | Luca Zaiagewählt    | 1.528.386 | 60,2 | Lega Nord               | 788.581   | 35,2 | 18      |
| Il Popolo della Libertà                                 | Luca Zaiagewählt    | 1.528.386 | 60,2 | 555.006                 | 24,7      | 13   |         |
| Alleanza di Centro - Democrazia Cristiana               | Luca Zaiagewählt    | 1.528.386 | 60,2 | 18.114                  | 0,8       | –    |         |
| Mandate der Listengruppe                                | Luca Zaiagewählt    | 1.528.386 | 60,2 | –                       | –         | 6    |         |
| ↳ Gesamt                                                | Luca Zaiagewählt    | 1.528.386 | 60,2 | 1.361.701               | 60,7      | 37   |         |
|                                                         | Giuseppe Bortolussi | 738.761   | 29,1 | Partito Democratico     | 456.309   | 20,3 | 14      |
| Italia dei Valori                                       | Giuseppe Bortolussi | 738.761   | 29,1 | 119.396                 | 5,3       | 3    |         |
| Federazione della Sinistra                              | Giuseppe Bortolussi | 738.761   | 29,1 | 35.028                  | 1,6       | 1    |         |
| Sinistra Ecologia Libertà - Partito Socialista Italiano | Giuseppe Bortolussi | 738.761   | 29,1 | 27.578                  | 1,2       | –    |         |
| Idea-Nucleare No Grazie                                 | Giuseppe Bortolussi | 738.761   | 29,1 | 15.097                  | 0,7       | –    |         |
| Liga Veneto Autonomo                                    | Giuseppe Bortolussi | 738.761   | 29,1 | 4.390                   | 0,2       | –    |         |
| Nicht gewählte Direktkandidat                           | Giuseppe Bortolussi | 738.761   | 29,1 | –                       | –         | 1    |         |
| ↳ Gesamt                                                | Giuseppe Bortolussi | 738.761   | 29,1 | 657.798                 | 29,3      | 19   |         |
|                                                         | Antonio De Poli     | 162.235   | 6,4  | Unione di Centro        | 110.417   | 4,9  | 3       |
| Unione Nord Est                                         | Antonio De Poli     | 162.235   | 6,4  | 34.697                  | 1,5       | 1    |         |
| ↳ Gesamt                                                | Antonio De Poli     | 162.235   | 6,4  | 145.114                 | 6,5       | 4    |         |
|                                                         | David Borrelli      | 80.246    | 3,2  | Movimento 5 Stelle      | 57.848    | 2,6  | –       |
|                                                         | Silvano Polo        | 12.891    | 0,5  | Veneti Indipendensa     | 7.879     | 0,4  | –       |
|                                                         | Paolo Caratossidis  | 9.151     | 0,4  | Forza Nuova             | 6.476     | 0,3  | –       |
|                                                         | Gianluca Panto      | 9.066     | 0,4  | Partito Nasional Veneto | 6.226     | 0,3  | –       |
| Gesamt                                                  | Gesamt              | 2.540.736 | 100  |                         | 2.243.042 | 100  | 60      |